# Eric De Vlaeminck
Eric De Vlaeminck (Eeklo, 23 de marzo de 1945-4 de diciembre de 2015) fue un ciclista belga, profesional entre 1966 y 1980. Era hermano del también ciclista Roger De Vlaeminck.
Excelente especialista en ciclocrós, fue siete veces campeón del mundo de la especialidad (1966, 1968, 1969, 1970, 1971, 1972 y 1973). También ganó cuatro veces el campeonato de Bélgica de ciclocrós (1967, 1969, 1971 y 1972).
En ruta también consiguió éxitos notables, como una etapa del Tour de Francia de 1968 o la Vuelta a Bélgica de 1969.
Falleció el 4 de diciembre de 2015 como consecuencia de las enfermedades que padecía, alzhéimer y párkinson.

## Palmarés

### Ruta
| 1968 - 1 etapa del Tour de Francia 1969 - Vuelta a Bélgica, más 1 etapa - Campeonato de Flandes - Tres Días de Flandes Occidental - 1 etapa del Gran Premio de Midi Libre | 1970 - París-Luxemburgo 1971 - 1 etapa del Tour de Luxemburgo 1977 - 1 etapa del Tour d'Indre-et-Loire |

### Ciclocrós
| 1966 - Campeonato Mundial de Ciclocrós 1967 - Campeonato de Bélgica de Ciclocrós 1968 - Campeonato Mundial de Ciclocrós 1969 - Campeonato de Bélgica de Ciclocrós - Campeonato Mundial de Ciclocrós - Flemish champion cyclo racing 1970 - Campeonato Mundial de Ciclocrós - Cyclo-cross de Waasmunster 1971 - Campeonato de Bélgica de Ciclocrós - Campeonato Mundial de Ciclocrós | 1972 - Campeonato de Bélgica de Ciclocrós - Campeonato Mundial de Ciclocrós 1973 - Campeonato Mundial de Ciclocrós 1975 - 2.º en el Campeonato de Bélgica de Ciclocrós - Campeonato de Hainaut 1977 - 2.º en el Campeonato de Bélgica de Ciclocrós - 3.º en el Campeonato Mundial de Ciclocrós |

## Resultados en Grandes Vueltas y Campeonatos del Mundo
Durante su carrera deportiva ha conseguido los siguientes puestos en las Grandes Vueltas, en los Campeonatos del Mundo en carretera y en los Campeonatos Mundiales de Ciclocrós:
| Carrera              | Carrera              | 1964 | 1965 | 1966 | 1967 | 1968 | 1969 | 1970 | 1971 | 1972 | 1973 | 1974 | 1975 | 1976 | 1977 | 1978 | 1979 | 1980 |
| -------------------- | -------------------- | ---- | ---- | ---- | ---- | ---- | ---- | ---- | ---- | ---- | ---- | ---- | ---- | ---- | ---- | ---- | ---- | ---- |
|                      | Giro de Italia       | —    | —    | —    | —    | —    | —    | —    | —    | —    | —    | —    | —    | —    | —    | —    | —    | —    |
|                      | Tour de Francia      | —    | —    | —    | —    | 51.º | —    | Ab.  | 62.º | —    | —    | —    | —    | —    | —    | —    | —    | —    |
|                      | Vuelta a España      | —    | —    | —    | —    | Ab.  | —    | —    | —    | —    | —    | —    | —    | —    | —    | —    | —    | —    |
| Mundial en Ruta      | Mundial en Ruta      | —    | —    | —    | —    | —    | —    | —    | 40.º | —    | —    | —    | —    | —    | —    | —    | —    | —    |
| Mundial de Ciclocrós | Mundial de Ciclocrós | 18.º | —    | 1.º  | 5.º  | 1.º  | 1.º  | 1.º  | 1.º  | 1.º  | 1.º  | —    | 4.º  | 3.º  | —    | —    | —    | —    |

-: no participa

## Reconocimientos
- Fue designado como uno de los ciclistas más destacados de la historia al ser elegido en el año 2002 para formar parte de la Sesión Inaugural del Salón de la Fama de la UCI.[2]